# ラ・カンパーニュ ホテル深川
ラ・カンパーニュ ホテル深川（ラ・カンパーニュホテルふかがわ La Campagne Hotel Fukagawa）は、北海道深川市にあるホテル。

## 概要
昭和初期に板倉吉次郎が音江村（現・深川市音江町）で旅館を創業し、農協での結婚式や周辺の葬儀への仕出し業務を展開。その後1947年に鮮魚店を創業し1969年より結婚式場などの運営を行っていた板倉会館により1984年に「プラザホテル板倉」として開業。2017年2月に過疎化による業績低迷に伴い関連会社「板倉」とともに民事再生法を申請し、大阪府のスターゲイトホテルがスポンサーとなり同年8月より2代目「板倉会館」に事業を譲渡し営業を存続。
深川市街中心部に位置しているが、幹線道路から離れており比較的閑静な立地のホテル。レストラン・バー、2室の宴会場、6室の会議室などを備えている。深川市内ではスイートルーム等の賓客対応設備を整える唯一のホテルであり、市を訪れる要人の宿泊先にも使われている。
スターゲイトホテルの事業譲受後は100室規模の宿泊特化型ホテルへの建て替え案もあったものの現施設改修の上で営業を継続、2018年10月には人口減による宴会需要の減少や設備更新費の増大を理由に2019年4月末での閉館が公表された。
2019年2月にはボイラーの故障で宿泊受付を停止し宴会場のみの営業に縮小、4月末での閉館・スターゲイトホテル撤退後はスポーツ用品販売や北海道内での宿泊研修施設経営を行う深川市のヒロノに譲渡し、同社傘下の新会社「カンパーニュホテルズ」運営のもと「ラ・カンパーニュ ホテル深川」に改称。譲渡手続きの費用を含め約1億5千万円を投資し、「食と文化をつなぐコミュニティの拠点」のコンセプトと「食の魅力をもって『健康』にこだわる癒しの時空間」のテーマのもと農業生産地である空知圏の特色を活用する方針とする。
ロビーのカウンターや壁紙の一新やボイラー・冷暖房設備の更新を行ったうえで、6月15日より宿泊部門・7月1日より宴会部門を再開業。婚礼利用を主とした従来の内装を改め宴会場の一つを客室6室とする改装を行い11月22日よりグランドオープン、宿泊経営のノウハウやネットワークを活用して新たな集客を図るとしている。

## 施設
客室
- シングルルーム（16.2 ㎡）
- ツインルーム（18.4 ㎡）
- ラージツインルーム（24.5 ㎡）
- デラックスルーム（49.0 ㎡ / 24.5 ㎡）

宴会・会議場
- 洋宴会場2室（2階）
- 大ホール
  - 1階：着席220名・シアター300名
  - 2階：着席300名・シアター600名
- 中ホール（1階）：着席60名・シアター80名
- 式場「高砂」

## 過去の施設
別館アネックス
スポーツ等の団体宿泊を主目的として2名和室9室やミーティングルーム・談話室、大浴場、洗面所・洗濯機、トレーニング設備を備えた別館。ヒロノへの営業譲渡後に解体。
イルムの丘・聖マーガレット教会
1998年にチャペルウェディング会場を主目的に建設。新郎新婦による企画で仲人を立てない形や少ない出席者数での開催といった結婚式の多様化を反映して建設し、イギリス人建築家が設計を担当。建物は礼拝堂とマナー・ハウスからなり英国風教会をイメージした。礼拝堂にはイギリス製の家具の他イギリス国内の教会で使われた200年以上前のパイプオルガンや新約聖書の場面を描いたドイツのフランツ・アンド・メイヤー製の約100年前のステンドグラスが設置され、教会コンサートも開催されていた。
マナー・ハウス内のレストラン「マザーズ・カントリー Mother's Country」は、英国田園風の建物で、宴会場を兼ねるレストラン・カフェのほかに結婚衣装のドレスギャラリーを備えている。建物は見晴らしの良い丘に立地しており、レストランからは北空知一円を望むことができる。周囲はよく手入れされた草地に囲まれており、夏季は屋外でのパーティも可能である。平時は昼からレストランとして営業しており、手軽なランチから本格的西洋料理までメニューを揃えている。
過去のウェディング利用客には、北海道内はもとより本州からのカップルも多く、とても独創的な結婚式場として、道内外のウェディング関係の雑誌に紹介されている。マナー・ハウス内には、壁一面にカップルからの礼状のハガキが張り出されている。
「イルムの丘」の名称の由来は、教会の背後にそびえる音江連山イルムケップ山から、プラザホテル板倉の板倉明子がネーミングした。
2017年に札幌市のあいプランに売却。その後内装をリニューアルした上で2018年8月より式場名を「イルムの丘 セント・マーガレット教会」として営業を再開し、新レストラン「コリーナ」も開業する。併設のレストラン「マザーズ・カントリー」は2018年2月にプラザホテル板倉本館へ移転し、2019年まで営業。

## アクセス
- 鉄道
  - 北海道旅客鉄道（JR北海道）深川駅 徒歩5分
- 車
  - 深川留萌自動車道深川西IC 10分